# Discografia de Dave Matthews Band
A  discografia de Dave Matthews Band inclui álbuns ao vivo, de estúdio e também independentes. Para além de edições em algumas grandes gravadoras, a banda também mantém uma editora discográfica, Bama Rags. Existem vários vídeos musicais e concertos ao vivo publicados.

## Álbuns

### Álbuns de estúdio
Todos os álbuns de estúdio gravados através da RCA Records.
| Ano                                                                              | Detalhes                                                        | Posição nos tops | Posição nos tops | Posição nos tops | Posição nos tops | Posição nos tops | Posição nos tops | Certificações (sales threshold) |
| Ano                                                                              | Detalhes                                                        | US               | CAN              | AUS              | NZ               | SUI              | UK               | Certificações (sales threshold) |
| -------------------------------------------------------------------------------- | --------------------------------------------------------------- | ---------------- | ---------------- | ---------------- | ---------------- | ---------------- | ---------------- | ------------------------------- |
| 1994                                                                             | Under the Table and Dreaming - Lançado: 27 de setembro de 1994  | 11               | —                | —                | —                | —                | —                | - CAN: Ouro                     |
| 1996                                                                             | Crash - Lançado: 30 de abril de 1996                            | 2                | —                | —                | 37               | —                | —                | - CAN: Platina                  |
| 1998                                                                             | Before These Crowded Streets - Lançado: 28 de abril de 1998     | 1                | 6                | —                | 29               | 44               | 168              | - CAN: Platina                  |
| 2001                                                                             | Everyday - Lançado: 27 de fevereiro de 2001                     | 1                | 1                | —                | 30               | 58               | 89               | - CAN: Platinua                 |
| 2002                                                                             | Busted Stuff - Lançado: 16 de julho de 2002                     | 1                | 1                | —                | —                | —                | —                | - US: 2× Multi-Platina          |
| 2005                                                                             | Stand Up - Lançado: 10 de maio de 2005                          | 1                | 3                | 16               | 35               | —                | —                | - US: Platina                   |
| 2009                                                                             | Big Whiskey and the GrooGrux King - Lançado: 2 de junho de 2009 | 1                | 2                | 64               | 24               | —                | 59               | - CAN: Ouro                     |
| 2012                                                                             | Away from the World - Lançado: 11 de setembro de 2012           | 1                | 3                | —                | —                | —                | —                | - US: Ouro                      |
| 2018                                                                             | Come Tomorrow - Lançado: 8 de junho de 2018                     | 1                | 2                | —                | —                | 42               | —                |                                 |
| "—" denota que o álbum falhou em atingir o top ou não foi libertado naquele país |                                                                 |                  |                  |                  |                  |                  |                  |                                 |

### Álbuns independentes
| Ano  | Álbum               | US  | RIAA    |
| ---- | ------------------- | --- | ------- |
| 1993 | Remember Two Things |     | Platina |
| 1994 | Recently            | 163 |         |

### Edições não-oficiais
The Lillywhite Sessions (2001) - Bbootleg  de sessões de estúdio do ano de 2000 que foram vertidas para a internet em Março de 2001. A maioria dessas faixas musicais mais tarde formaram a base do álbum Busted Stuff.

### Compilações
The Best of What's Around Vol. 1 (2006) - US #10
Compilação Live Trax

### Álbuns ao vivo
Apesar de encorajarem gravações pelos fãs para uso pessoal, o sucesso da banda deu origem a vendas ilegais de tais gravações. Tais cópias eram muitas vezes caras e de pouca qualidade. Para ir de encontro à demanda, a banda lançou em 1997 o seu primeiro álbum ao vivo, Live at Red Rocks.
| Ano  | Álbum                                   | US | RIAA             |
| ---- | --------------------------------------- | -- | ---------------- |
| 1997 | Live at Red Rocks 8.15.95               | 3  | 2× Multi-Platina |
| 1999 | Listener Supported                      | 15 | 2× Multi-Platina |
| 2001 | Live in Chicago 12.19.98                | 6  | Platina          |
| 2002 | Live at Folsom Field, Boulder, Colorado | 9  | Platina          |
| 2003 | The Central Park Concert                | 14 | Platina          |
| 2004 | The Gorge                               | 10 | Ouro             |
| 2005 | Weekend on the Rocks                    | 37 |                  |
| 2007 | Live at Piedmont Park                   | 68 |                  |
| 2008 | Live at Mile High Music Festival        | 97 |                  |

### SérieLive Trax
Começando em 2004, a Dave Matthews Band começou a lançar uma série de espectáculos ao vivo como parte da série Live Trax series, a maioria dos quais não vendidos em lojas. Estão disponíveis por encomenda ou download digital a partir do sítio oficial da banda. O nome Live Trax é uma referência ao clube Trax, em Charlottesville, Virgínia, onde a banda tocou cerca de 120 espectáculos durante os anos iniciais, de 1991 a 1996.
Devido a elevada procura do Live Trax Vol. 6, este tornou-se o primeiro volume da série a ser vendido em loja. Em Julho de 2007, o Starbucks lançou uma compilação de nove faixas, com o nome Live Trax, com partes dos Live Trax Vols. 1–9.  Um álbum de download através do iTunes, Live Trax 2008, foi lançado em Dezembro de 2008, para as pessoas que haviam comprado bilhetes de concertos de verão através do Ticketmaster ou do Warehouse Fan Club.
| Álbum             | Local                                             | Data do concerto       | Data de lançamento     |
| ----------------- | ------------------------------------------------- | ---------------------- | ---------------------- |
| Live Trax Vol. 1  | Centrum Centre, Worcester                         | 8 de Dezembro de 1998  | 2 de Novembro de 2004  |
| Live Trax Vol. 2  | Golden Gate Park, San Francisco                   | 12 de Setembro de 2004 | 17 de Dezembro de 2004 |
| Live Trax Vol. 3  | Meadows Music Theatre, Hartford                   | 27 de Agosto de 2000   | 17 de Março de 2005    |
| Live Trax Vol. 4  | Classic Amphitheatre, Richmond                    | 30 de Abril de 1996    | 2 de Setembro de 2005  |
| Live Trax Vol. 5  | Meadow Brook Music Festival, Rochester Hills      | 23 de Agosto de 1995   | 26 de Maio de 2006     |
| Live Trax Vol. 6  | Fenway Park, Boston                               | 7-8 de Julho de 2006   | 26 de Setembro de 2006 |
| Live Trax Vol. 7  | Hampton Coliseum, Hampton                         | 31 de Dezembro de 1996 | 12 de Dezembro de 2006 |
| Live Trax Vol. 8  | Alpine Valley Music Theatre, East Troy            | 7 de Agosto de 2004    | 20 de Março de 2007    |
| Live Trax Vol. 9  | MGM Grand Garden Arena, Las Vegas                 | 23–24 de Março de 2007 | 5 de Junho de 2007     |
| Live Trax Vol. 10 | Pavilhão Atlântico, Lisboa, Portugal              | 25 de Maio de 2007     | 6 de Novembro de 2007  |
| Live Trax Vol. 11 | Saratoga Performing Arts Center, Saratoga Springs | 29 de Agosto de 2000   | 25 de Março de 2008    |
| Live Trax Vol. 12 | L.B. Day Amphitheater, Salem                      | 5 de Maio de 1995      | 1 de Julho de 2008     |
| Live Trax Vol. 13 | Busch Stadium, St. Louis                          | 7 de Junho de 2008     | 14 de Outubro de 2008  |
| Live Trax Vol. 14 | Nissan Pavilion at Stone Ridge, Bristow           | 28 de Junho de 2008    | 24 de Março de 2009    |
| Live Trax Vol. 15 | Alpine Valley Music Theatre, East Troy            | 9 de Agosto de 2008    | 2 de Junho de 2009     |
| Live Trax Vol. 16 | Riverbend Music Center, Cincinnati                | 26 de Junho de 2000    | 8 de Setembro de 2009  |

### SérieDMBlive
A série foi lançada em Dezembro de 2008. Inclui espectáculos da Dave Matthews Band, de Dave Matthews e Tim Reynolds e solos de Dave Matthews.
Os álbuns estão disponíveis na loja do sítio oficial da banda, apenas como download.
| Local                              | Protagonistas                | Data de gravação      | Data de lançamento     |
| ---------------------------------- | ---------------------------- | --------------------- | ---------------------- |
| Prism Coffeehouse, Charlottesville | Dave Matthews e Tim Reynolds | 22 de Abril de 1993   | 19 de Dezembro de 2008 |
| Benaroya Hall, Seattle             | Dave Matthews                | 24 de Outubro de 2002 | 20 de Dezembro de 2008 |
| Blue Note, Columbia                | Dave Matthews Band           | 22 de Outubro de 1994 | 22 de Dezembro de 2008 |
| China Club, New York               | Dave Matthews                | 9 de Janeiro de 2004  | 23 de Dezembro de 2008 |
| Town Point Park, Norfolk           | Dave Matthews Band           | 26 de Abril de 1994   | 27 de Dezembro de 2008 |
| Irving Plaza, New York             | Dave Matthews Band           | 26 de Março de 1994   | 17 de Julho de 2009    |

## Álbuns a solo e projectos laterais
Álbuns a solo e projectos laterais lançados por membros da banda.
- Imagine We Were (1990) - Tribe of Heaven com Dave Matthews (reedição em 2005)
- Code Magenta (1996) - com LeRoi Moore
- Mercury (2001) - Dawn Thompson e John d'Earth (vocais de Dave na faixa "Darkness" e Carter actua ao longo do álbum)
- Live at Luther College (1999) - Dave Matthews e Tim Reynolds - US #2
- True Reflections (2003) - Boyd Tinsley - US #97
- Some Devil (2003) - Dave Matthews - US #2
- Live at Radio City (2007) - Dave Matthews e Tim Reynolds - US #3
- Banda sonora de Grand Canyon Adventure: River at Risk (2008)

## Singles
| Ano                                                                                            | Single                                        | Posição no top | Posição no top | Posição no top | Posição no top | Posição no top | Posição no top | Álbum                             |
| Ano                                                                                            | Single                                        | US             | US Main        | US Mod         | US Adult       | US AC          | US AAA         | Álbum                             |
| ---------------------------------------------------------------------------------------------- | --------------------------------------------- | -------------- | -------------- | -------------- | -------------- | -------------- | -------------- | --------------------------------- |
| 1994                                                                                           | "What Would You Say"                          | 115            | 9              | 11             | 35             | —              | N/A            | Under the Table and Dreaming      |
| 1994                                                                                           | "Jimi Thing"                                  | —              | —              | —              | —              | —              | N/A            | Under the Table and Dreaming      |
| 1994                                                                                           | "Typical Situation"                           | —              | —              | —              | —              | —              | N/A            | Under the Table and Dreaming      |
| 1995                                                                                           | "Ants Marching"                               | —              | 19             | 18             | 22             | —              | N/A            | Under the Table and Dreaming      |
| 1995                                                                                           | "Satellite"                                   | —              | 34             | 18             | —              | —              | N/A            | Under the Table and Dreaming      |
| 1996                                                                                           | "Too Much"                                    | —              | —              | 5              | —              | —              | 1              | Crash                             |
| 1996                                                                                           | "So Much to Say"                              | —              | 20             | 19             | 38             | —              | N/A            | Crash                             |
| 1996                                                                                           | "Two Step"                                    | —              | —              | —              | —              | —              | N/A            | Crash                             |
| 1996                                                                                           | "Crash into Me"                               | —              | 18             | 7              | 9              | —              | N/A            | Crash                             |
| 1996                                                                                           | "Tripping Billies"                            | —              | —              | 18             | —              | —              | N/A            | Crash                             |
| 1998                                                                                           | "Don't Drink the Water"                       | —              | —              | 4              | —              | —              | 1              | Before These Crowded Streets      |
| 1998                                                                                           | "Stay (Wasting Time)"                         | —              | 33             | 8              | 20             | —              | 1              | Before These Crowded Streets      |
| 1998                                                                                           | "Crush"                                       | 75             | 38             | 11             | 20             | —              | N/A            | Before These Crowded Streets      |
| 1999                                                                                           | "Rapunzel"                                    | —              | —              | —              | —              | —              | N/A            | Before These Crowded Streets      |
| 2001                                                                                           | "I Did It"                                    | 76             | —              | 5              | 40             | —              | 1              | Everyday                          |
| 2001                                                                                           | "The Space Between"                           | 22             | 18             | 10             | 4              | —              | 1              | Everyday                          |
| 2001                                                                                           | "Everyday"                                    | 101            | —              | 38             | 36             | —              | 1              | Everyday                          |
| 2002                                                                                           | "Where Are You Going"                         | 38             | 40             | 20             | 7              | 1              | 1              | Busted Stuff                      |
| 2002                                                                                           | "Grace Is Gone"                               | —              | —              | —              | —              | —              | N/A            | Busted Stuff                      |
| 2002                                                                                           | "Grey Street"                                 | 119            | —              | 33             | 19             | —              | N/A            | Busted Stuff                      |
| 2005                                                                                           | "American Baby"                               | 16             | —              | —              | 8              | 1              | N/A            | Stand Up                          |
| 2005                                                                                           | "Dreamgirl"                                   | —              | —              | —              | —              | —              | N/A            | Stand Up                          |
| 2006                                                                                           | "Everybody Wake Up (Our Finest Hour Arrives)" | —              | —              | —              | —              | —              | N/A            | Stand Up                          |
| 2006                                                                                           | "Smooth Rider"                                | —              | —              | —              | —              | —              | N/A            | Stand Up                          |
| 2006                                                                                           | "Work It Out" (com Jurassic 5)                | —              | —              | —              | —              | —              | N/A            | Feedback (álbum de Jurassic 5)    |
| 2009                                                                                           | "Funny the Way It Is"                         | 37             | —              | 22             | 21             | 35             | 1              | Big Whiskey and the GrooGrux King |
| 2009                                                                                           | "Why I Am"                                    | —              | —              | —              | —              | —              | 7              | Big Whiskey and the GrooGrux King |
| "—" denota que o single falhou em atingir o top ou não foi lançada. US AAA foi criada em 2008. |                                               |                |                |                |                |                |                |                                   |

## Videografia
- 1999: Listener Supported
Concerto ao vivo em VHS ou DVD; Gravado para o especial In the Spotlight da PBS
- 2001: The Videos: 1994–2001
Colecção em VHS ou DVD de vídeos musicais
- 2002: Live at Folsom Field, Boulder, Colorado
Concerto ao vivo em DVD
- 2003: The Central Park Concert
Concerto ao vivo em DVD
- 2004: The Gorge
Concerto ao vivo em DVD
- 2005: Weekend on the Rocks
Concerto ao vivo em DVD
- 2007: Live at Piedmont Park
Concerto ao vivo em DVD

## Aparições como convidados
Membros da banda aparecendo como músicos convidados em álbuns de outros artistas.
- 1994: Allgood - Kickin' and Screamin' (ao vivo)
Boyd toca em "Trilogy"
- 1994: The Samples - Autopilot
Boyd toca em "Buffalo Herds and Windmills"
- 1994: Shannon Worrell - Three Wishes
Dave aparece em "Eleanor" e "See Jane"; LeRoi aparece em "Wonder Twins"
- 1995: TR3 - Light Up Ahead
Dave aparece em "Lower Voice"
- 1995: Vertical Horizon - Running on Ice
Carter toca em todo o álbum
- 1996: Soko - In November Sunlight
Dave e LeRoi aparecem em "Jiriki"; LeRoi aparece em "Coast to Coast," "Energy Change", "In November Sunlight," e "Your Steps Alone"
- 1998: Béla Fleck and the Flecktones - Left of Cool
Dave aparece em "Communication" e "Trouble and Strife"
- 1998: Hootie and the Blowfish - Musical Chairs
Boyd toca em "Desert Mountain Showdown" e "I Will Wait"; LeRoi toca em "What Do You Want from Me Now"
- 1998: The Rolling Stones - No Security (ao vivo)
Dave aparece em "Memory Motel"
- 1999: John Popper - Zygote
Carter toca em todo o álbum
- 1999: Santana - Supernatural
Carter e Dave appear aparecem em "Love of My Life"
- 1999: Victor Wooten - Yin-Yang
Carter toca em todo o álbum
- 2000: Devon - Devon
Stefan toca em todo o álbum
- 2000: Emmylou Harris - Red Dirt Girl
Dave aparece em "My Antonia"
- 2001: The Getaway People - The Turnpike Diaries
Boyd toca em "Open Your Mind"
- 2001: Gov't Mule - The Deep End, Volume 1
Stefan toca em "Beautifully Broken"
- 2001: The Samples - Return to Earth
Boyd toca em "Great Blue Ocean"
- 2001: Thompson D'Earth - Mercury
Carter e Dave aparecem em "Darkness"
- 2001: Chris Whitley - Rocket House
Dave aparece em "Radar"
- 2002: We Were Soldiers - banda sonora (vários artistas)
Dave aparece na canção de Johnny Cash, "For You"
- 2002: Angelique Kidjo - Black Ivory Soul
Dave aparece em "Iwoya"
- 2002: Soulive - Next
Dave aparece em "Joyful Girl"
- 2003: Blue Man Group - The Complex
Dave aparece em "Sing Along"
- 2003: Peter Griesar - Superfastgo
LeRoi aparece em "Spy Girl"
- 2003: Dar Williams - The Beauty of Rain
Stefan toca em "Farewell to the Old Me," "The World's Not Falling Apart" e "Whispering Pines"
- 2004: Third Day - Wire
Boyd toca em todo o álbum
- 2005: Mike Doughty - Haughty Melodic
Dave aparece em "Tremendous Brunettes"
- 2006: Jurassic 5 - Feedback
Dave Matthews Band toca em "Work It Out"
- 2006: Nas - Hip Hop Is Dead
LeRoi toca em "Hold Down the Block"
- 2006: Robert Randolph and the Family Band - Colorblind
Dave e LeRoi aparecem em "Love Is the Only Way", LeRoi toca em "Diane"
- 2007: Vusi Mahlasela - Guiding Star
Dave aparece em "Sower Of Words".
- 2008: Kenny Chesney - Lucky Old Sun
Dave aparece em "I'm Alive"